# Transposición de Willgerodt
La transposición de Willgerodt es una reacción orgánica que convierte alquil aril cetona a su amida correspondiente por reacción con polisulfuro de amonio ; debe su nombre al químico Conrad Willgerodt. La formación del ácido carboxílico correspondiente es una reacción secundaria . Cuando el grupo alquilo es una cadena alifática (n= 0-5), ocurren varias reacciones que tienen consecuencia que el grupo amida siempre termina en el extremo.
Un ejemplo con reactivos modificados (azufre, hidróxido de amonio concentrado y piridina ) es la conversión de acetofenona en 2-fenilacetamida y ácido fenilacético:

## Reacción de Willgerodt-Kindler
La reacción de Willgerodt-Kindler se lleva a cabo con azufre elemental y una amina como la morfolina. El producto inicial es una tioacetamida la cual puede ser hidrolizada a la amida. La reacción toma el nombre del químico Karl Kindler.

### Mecanismo de Reacción
Un posible mecanismo de reacción para la variación de Kindler se describe a continuación:
Para la primera etapa de la reacción es fundamental la formación de la imina de la cetona. Después se lleva a cabo la tautomerización del grupo amina  de la morfolina a la enamina  (4). Esta reacciona con el azufre para dar el sulfuro 6 . La reacción de transposición tiene lugar cuando el grupo amino ataca al tiocarbonilo 7 en una adición nucleofílica  formando temporalmente un anillo de  aziridina  (8). Esta se escinde para formar un aminoalquenilsulfuro que tautomeriza a la tioamida 11. Esta se puede hidrolizar para formar la amida correspondiente.